# Merete Voldstedlund
Merete Voldstedlund (født 8. februar 1946) er en dansk skuespiller.
Voldstedlund blev uddannet fra Statens Teaterskole i 1973 og fik senere roller på bl.a. Aalborg Teater. Hun var derefter freelancer i en periode, inden hun i 1986 blev ansat ved Aarhus Teater. Hun er bedst kendt fra hovedroller i tv-serierne Ludvigsbakke (1978) og Vores år (1979), der bygger på Herman Bangs bøger, men er også kendt for sine roller i Nils Malmros' Kundskabens træ og Skønheden og udyret fra 1981 og 1983.
Hun er gift med skuespilleren Lars Høy.

## Udvalgt filmografi
- Nøddebo Præstegård (1974)
- Historien om Kim Skov (1981)
- Kundskabens træ (1981)
- Skønheden og udyret (1983)
- Midt om natten (1984)
- Oviri (1986)
- En afgrund af frihed (1989)
- Se mig nu (2001)